# Кшижкувко
Кшижкувко (пол. Krzyżkówko, нім. Kreuzwehr) — село в Польщі, у гміні Мендзихуд Мендзиходського повіту Великопольського воєводства.
Населення — 65 осіб (2011).
У 1975-1998 роках село належало до Гожовського воєводства.

## Демографія
Демографічна структура станом на 31 березня 2011 року:
|          | Загалом | Допрацездатний вік | Працездатний вік | Постпрацездатний вік |
| -------- | ------- | ------------------ | ---------------- | -------------------- |
| Чоловіки | 36      | 8                  | 23               | 5                    |
| Жінки    | 29      | 7                  | 17               | 5                    |
| Разом    | 65      | 15                 | 40               | 10                   |